# Coral Star
Coral Star — перший у світі газовий танкер для перевезення етилену та етану з енергетичною установкою, розрахованою на використання зрідженого природного газу (ЗПГ).
Споруджений у 2014 році китайською компанією Avic Dingheng Shipbuilding на верфі в Янчжоу. Замовником виступила нідерландська Anthony Veder, яка володіє спеціалізованим флотом газовозів-хімовозів різного призначення. Coral Star поставили для транспортування продукції з заводу компанії SABIC біля англійського Teesside на узбережжі Північного моря.
Судно має 2 вантажних танки загальним об'ємом 4715 м3, та, окрім охолоджених етилену та етану, здатне перевозити також ЗНГ, аміак та оксид пропілену. Окрім охолодження до -104 °C, може забезпечувати транспортування під тиском у 6 бар.
Енергетична установка включає двигун Wärtsilä 6L34DF потужністю 2,7 МВт, який може використовувати як традиційні нафтопродукти, так і ЗПГ. Останнє дозволяє значно скоротити викиди шкідливих речовин (сполуки сірки, оксиди азоту, діоксид вуглецю).
Спершу судно проходило бункерування ЗПГ на бельгійському терміналі в Зеєбрюгге, допоки компанія SABIC не облаштувала в Teesport спеціальний причал.